# Тумэты
Тумэ́ты, туме́ты, тума́ты (монг. Түмэд) — южно-монгольский этнос, проживающий на территории Внутренней Монголии и провинции Ляонин КНР. Потомки средневековых хори-туматов. Также входят в состав некоторых других монгольских народов.

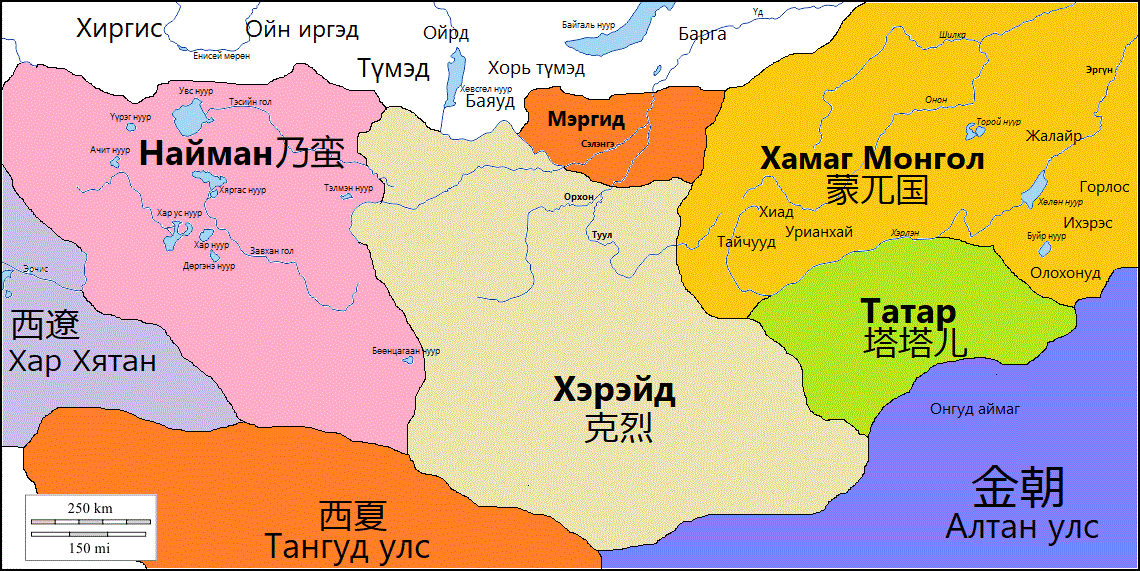
Тумэты в составе хори-тумэтов на территории Баргуджин-Токума. XII в.

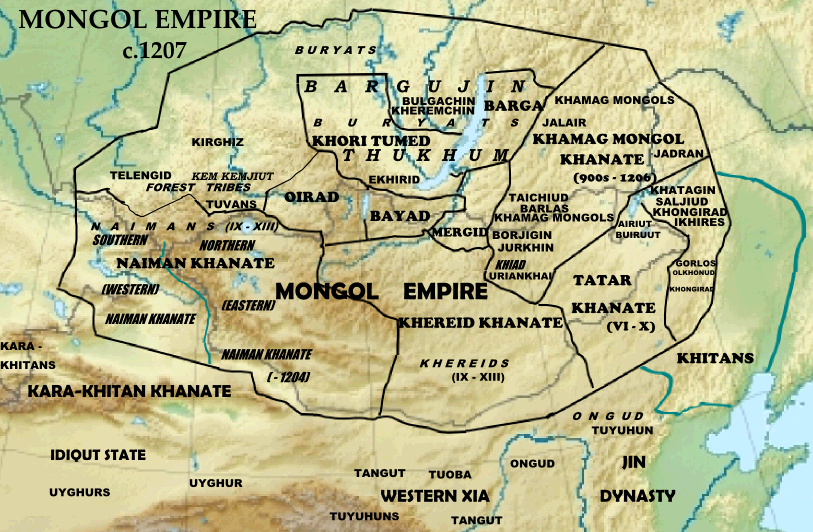
Хори-тумэты в составе Монгольской империи. 1207 г.

Тумэты в составе государства Северная Юань.

## Этноним
Название түмэд было образовано путем присоединению аффикса -д (-d) к числительному монгольского языка түм (түмэн) (среднемонг. tüme). Такое образование этнонима может соответствовать следующим примерам: дөрвөн ~ дөрвөд (дөрбен ~ дербет); мянган ~ мянгад (минган ~ мингат); долоон ~ долоод; дал ~ далад.
Түм (түмэн)  с монгольского переводится как десять тысяч. Тумэн — наиболее крупная организационная тактическая единица монгольского войска XIII—XV веков, численность которой составляла обычно десять тысяч всадников.

## История
Тумэты являлись древним племенем, которое вместе с хоринцами обитало у берегов Байкала в стране Баргуджин-Тукум. В начале XIII в. с захватом хори-туматов войсками Чингисхана часть их была включена в западное крыло Великого Монгольского государства и попала под власть бааринского Хорчи-нойона. Тумэты, один из лесных народов, имеют родственные связи с хоринцами. Туматы наряду с баргутами, хори, икиресами, булагачинами, кэрэмучинами и сэгэнутами трактуются как древние бурятские племена.
После завоевания хори-туматских земель значительная часть населения по указу Чингисхана была переведена за Гоби. С XV в. тумэты стали называться одним из шести тумэнов Восточной Монголии, в XVI в. попали под управление Алтан-хана (1507–1582), внука Батумунху Даян-хана. Около 1613 г. хори вернулись в Забайкалье под началом Дай-хун-тайджи, сына солонгутского Бубэй-бэйлэ, и его супруги Бальжин-хатун.
В начале XVII в. тумэты были завоеваны маньчжурами и поселились на территории сеймов: Джосоту (Джосуту, Зостинский), Уланчаб (Уланцаб), включавшего в свой состав земли Хух-Хото, Баотоу, Баян-Нура. В период антиманьчжурской борьбы Амурсаны и Чингунжава в 1755–1758 гг., когда халхи в знак протеста, бросив маньчжурские уртоны в Северной Халхе, ушли, цинские власти перевели из Южной Монголии на их территории в Халху группу семей харчинов и тумэтов. Последние несли службу в 20-ти уртонах на территории нынешних Восточно-Гобийского, Средне-Гобийского и Убурхангайского аймаков. В начале XVIII в. из двух тумэтских хошунов несколько семей были также переведены на территорию нижнего течения р. Кобдо, где они занимались строительством Кобдоской крепости и работали на казенных посевах для нужд маньчжурских войск. Информация о зарегистрированных в Монголии тумэтских родах показывает, что тумэты Восточно-Гобийского, Средне-Гобийского, Южно-Гобийского и Убурхангайского аймаков находились на сопредельных или близлежащих землях с бывшими харчинскими уртонами. Относительно тумэтов Кобдо и Гоби-Алтая можно сказать, что это те тумэты, которые были переведены в Кобдо. Тумэты, занимавшиеся ранее казенными посевами в Кобдо, называются и тумад (туматы), что может быть связано с названием горы Тумадын нуруу (Туматский хребет), которая находится к западу от р. Кобдо.

## Расселение
В настоящее время тумэты проживают на территориях хошуна Тумэд-Цзоци, уезда Хорингэр городского округа Хух-Хото, хошуна Тумэд-Юци, района Цзююань городского округа Баотоу Внутренней Монголии; Фусинь-Монгольского автономного уезда городского округа Фусинь, городских округов Чаоян, Шэньян провинции Ляонин КНР. Во Внутренней Монголии отмечены роды тумэд, тумэту. 
Представители родов түмэд, тумад и тумчууд живут в сомонах Дарви, Чандмань Гоби-Алтайского аймака; сомоне Зүүнхангай Убсунурского аймака; сомонах Чандмань, Дарви Кобдоского аймака; сомонах Сайхандулаан, Мандах, Хөвсгөл Восточно-Гобийского аймака; сомонах Өлзийт, Эрдэнэдалай, Сайхан-Овоо, Дэлгэрхангай, Хулд, Луус Средне-Гобийского аймака; сомонах Хархорин, Сант, Баянгол, Төгрөг Убурхангайского аймака; сомонах Мандал-Овоо, Булган, Цогт-Овоо, Цогтцэций, Хүрмэн, Манлай, Баяндалай, Сэврэй Южно-Гобийского аймака и в Говьсүмбэр аймаке Монголии. Тумэты отмечены в составе халха-монголов, хотогойтов (род тумтэ), мянгатов, узумчинов (род тумчууд). 
В Монголии зарегистрированы носители следующих родовых фамилий: түмэд, түмэт, түмд, түмт, түмчүүд, түмэдүүд, түмед, түмэн, түмэн тайж, боржигон түмэн, түм, тумад, тумат, тумт, тумчууд, хорь түмд, хорь түмэд. 
Потомками туматов также являются роды тама, тамьян и тана. Туматы вошли в состав казахов, башкир, якутов, алтайцев, тувинцев, хакасов. 